# Ернст Людвиг Ташенберг
Ернст Людвиг Ташенберг (нім. Ernst Ludwig Taschenberg; 1818-1898) — німецький ентомолог.

## Біографія
З 1836 Ташенберг вивчав математику та природничі науки в Лейпцизі та Берліні, потім працював помічником учителя в установах Франке в Галле. Він присвятив себе ентомології, впорядковуючи значну колекцію жуків професора Ернста Фрідріха Гермара і колекцію комах Зоологічного музею.
Потім він два роки викладав в Зезені і 5 років в Цані. У 1856 році він перебрався в Галле, де працював інспектором в Зоологічному музеї, в 1871 році він був призначений екстраординарним професором. Діяльність Ташенберга була спрямована на дослідження практичного значення комах для сільського господарства, садівництва та лісівництва.
Він також описав нові види комах. Його син Ернст Отто Вільгельм Ташенберг був також ентомологом, який спеціалізувався на перетинчастокрилих.